# Lonchorhina aurita
Chauve-souris porte-épée, Chauve-souris à long nez de Tomes
Espèce
Répartition géographique
Statut de conservation UICN

 LC  : Préoccupation mineure
Lonchorhina aurita est une espèce sud-américaine de chauves-souris de la famille des Phyllostomidae.

## Description
Lonchorhina aurita a une longueur de la tête et du corps comprise entre 53 et 69 mm, la longueur de l'avant-bras entre 49 et 54 mm, la longueur de la queue entre 49 et 56 mm, la longueur du pied entre 13 et 17 mm, la longueur des oreilles entre 28 et 35 mm et un poids allant jusqu'à 15 g.
La fourrure est longue. Les parties dorsales varient du brun foncé au brun rougeâtre. Le museau est court, avec une feuille nasale lancéolée, très longue pouvant atteindre 20 mm, traversée par une crête longitudinale et avec deux fosses à la base entourant les narines, entourées d'excroissances charnues. Il y a un coussinet charnu triangulaire et lisse sur la lèvre inférieure, tandis que la lèvre supérieure est couverte de petites verrues. Les oreilles sont très grandes, larges et pointues, avec le bord antérieur qui s'incurve à la base pour rejoindre celui de l'autre oreille au-dessus du museau. Un lobe charnu est positionné à l'ouverture du conduit auditif et est capable de le fermer complètement. Le tragus mesure environ la moitié de la longueur de l'oreillette, est pointu et présente deux creux à la base du bord postérieur. Les ailes sont fixées à l'arrière de la cheville. La queue est longue et entièrement incluse dans la grande membrane interfémorale. Le calcar est à peu près aussi long que le pied. Les membres inférieurs sont allongés.
Le caryotype est 2n=32 FNa=60.

## Répartition
Lonchorhina aurita est présente en Amérique centrale depuis les États du sud du Mexique d'Oaxaca, Tabasco, Chiapas et Quintana Roo, en passant par le Guatemala, le Belize, le Honduras, le Salvador, le Nicaragua, le Costa Rica, le Panama jusqu'à la Colombie, le Venezuela, l'Équateur, le nord et l'est du Pérou, le nord et l'ouest de la Bolivie, le centre et le centre-est du Brésil. Elle est également présente sur l'île de Trinidad. Un individu fut capturé près de Nassau, aux Bahamas.
Elle vit dans les forêts sempervirentes et matures jusqu'à 1 500 mètres d'altitude. Elle est parfois présente dans les forêts de feuillus et les zones agricoles.

## Comportement

### Habitation
Lonchorhina aurita se réfugie dans les grottes et les tunnels miniers en groupes de 12 à 25 individus, jusqu'à 500 individus. Les refuges sont partagés avec des chauves-souris d'autres genres : Carollia, Desmodus, Pteronotus, Mormoops, Anoura, Natalus ou Myotis.

### Alimentation
Lonchorhina aurita se nourrit probablement d'insectes collectés sur la végétation, bien que des spécimens captifs aient également été nourris de fruits.
L'activité prédatrice commence bien après le coucher du soleil, dans la nuit profonde.

### Écholocation
Lonchorhina aurita produit des cris d'écholocation composés d'une composante à fréquence constante avec une fréquence de pointe de 45 kHz, suivie d'un court balayage FM vers le bas à la fin. Avec une durée moyenne de cri de 6,6 ms (max. 8,7 ms) en vol à découvert, elle a les cris d'écholocation les plus longs signalés chez les Phyllostomidae.

### Vol
Lonchorhina aurita a un vol agile, elle peut s'arrêter et planer pour échapper à de petits pièges.

### Reproduction
L'accouplement a lieu à la fin de la saison des pluies ou au début de la saison sèche. Des femelles gravides furent observées de février à avril. Les naissances sont synchronisées avec l'arrivée de la saison des pluies.

## Classification
Le nom valide complet (avec auteur) de ce taxon est Lonchorhina aurita Tomes, 1863.
Lonchorhina aurita a pour synonyme :
- Lonchorhina aurita Tomes, 1863.
- Lonchorhina occidentalis Anthony, 1923.

Ce taxon porte en français le nom vernaculaire ou normalisé suivant : Chauve-souris porte-épée ou Chauve-souris à long nez de Tomes.